# 그리스도인의 삶
그리스도인의 삶(Christian life)이란   예수 그리스도를 믿고 따르는 신자들의 가치관과 세계관을 반영하는 생활을 의미한다. 일반적으로 기독교인들의 생활철학이라고 볼 수 있다. 그리스도인들의 삶은 학술적으로 원리와 방법을 내포하고 있다. 하나님의 창조목적을 이루기위하여 삶의 영역에서 사는 것이 그리스도인의 삶의 목적이다. 기독교인들이 이 세상에서 성서적이며 신학적인 요소를 포함하고 있는 기독교적 가치관을 가지고 현실에서 그리스도적 삶의 문화적 형태와 결과를 보여주는 것이다. 이런 모습을 형성하기 위하여 예수 그리스도와 바울, 기독교 역사의 나타난 영적 거장과 같은 인물들의 삶의 모델로 삼아 성경적 세계관과 가치관에 근거하여 그리스도인들의 삶의 양식을 추구하는 것이다.

## 인간 이해
고대 헬라에서는 너 자신을 알라고 말하였다. 이 말은 델피(Delphi) 신전의 신탁이었고, 소크라테스의 말로도 유명하다. 그들에게 있어서 자신들을 아는 것은 철학적 명제이었다. 엘리자베스 퀴블러로스와 같은 사람은 인간이 평생 ‘진정한 자신이 되는 법’(자신의 진정한 모습을 아는 것)이 인생의 목표라고 본다.
- 생물학 - 사람을  생물학적 접근으로 이해한다.
- 인류학 - 문화와 문명의 관점에서 이해한다.

## 신학적 관점에 본 인간
자기 자신을 성찰한다면 인간은 궁극적으로 실망하게 된다고 칼빈은 말한다. 인간을 성경으로부터 이해했던 전통적인 신학과 달리 현대 신학자들은 성경 중심이 아닌 철학적 체계가 중심되어 철학과 성경을 혼합하여 인간을 이해한다. 그러나 하나님의 계시를 이성적, 과학적, 철학적으로 해석하는 것은 한계가 있다.
- 어거스틴- 원죄로 타락하였고 은혜로 구원받는 인간을 말한다.
- 펠라기우스는 인간의 전적 타락과 구원의 무능력을 부인하고 자력구원을 주장한다.
- 루터의 의인사상은 어거스틴의 은총론에서 왔다.
- 칼뱅 - 하나님의 형상으로 창조되었나 타락으로 왜곡되어 그리스도로 인해 형상이 회복되어야 함을 말한다.

- 슐라이에르마허와 리츨 - 칸트나 신 칸트의 철학 체계를 사용하여 순수한 내재적 인간론을 주장한다.
- 키에르케고르 - 인간은 하나님 앞에 선 단독자이다. 피조성의 개념으로 설명한다. 인간은 생과 사의 긴장 속에서 자신의 피조성을 깨닫고 자신의 실존을 발견한다는 것이다.
- 바르트 - 그리스도 안에서 참된 인간성을 회복한다고 본다.
- 볼트만 - 실존적 자기이해를 강조한다.
- 고가르텐 - 율법과 복음의 요구 아래 있는 대화적, 활동적 인격 사이의 긴장에서 해석한다.
- 틸리히 – 인간을 소외 상태에 빠진 자로 설명한다.
- 니부어 - 하나님의 형상과 동시에 죄인을 말한다. 니부어는 인간의 자기의 유한성을 인정하지 않고 하나님처럼 높아지려고 노력하는 존재자 즉 죄인으로 인간을 말한다.
- 몰트만과 판넨베르그 - 마르크스나 블로호, 마르쿠제 등의 변증법적이고 진화론적 유물사관을 중심으로 보편사적이고 진화론적 인간학을 주장한다.

## 그리스도인의 삶에 대한 해석
- 코람 데오- 하나님의 의도로 창조된 인간은 하나님의 존전에서 사는 삶[4]
- 하나님의 말씀 앞에 직면한 존재
- 하나님의 창조 목적과 설계
- 그리스도 안에서 참된 생명의 삶
- 자연적, 영적, 부활의 삶

## 기독교인에 대한 정의
기독교인 사도행전 11장 25~26절.
기독교인 혹은 그리스도인 기독교를 믿는 사람, 다시 말해 성경에서 메시야로 예언된 예수그리스도의 삶과 가르침을 중심으로 하는 종교를 믿는 사람을 통틀어 일컫는 말이다. 안디옥에서 처음으로 이용어가 사용되었다. 예수를 따르는 사람이라는 의미이다.
Christian
Christian
The Greek word Χριστιανός (Christianos), meaning "follower of Christ", comes from Χριστός (Christos), meaning "anointed one

## 사용의 근원
바나바가 사울 (바울)을 안티오크로 데려 간 후에 사도 행전 11 장 26 절에서  약 1년 동안 제자들에게 가르쳤던 신약 성서에 그 용어 (또는 다른 언어로 된 그 어원들)의 처음 사용된 기록이있다. 텍스트는 다음과 같이 말합니다 : "[...] 제자들은 안디옥에서 처음으로 그리스도인이라고 불 렸습니다." 두 번째 언급은 사도 행전 26 장 28 절에 나온다.  헤롯 아그립바 2 세는 사도 바울에게 "아그리빠가 바울에게 대답했다. 거의 너는 나를 그리스도인으로 설득했다"고 대답했다. 세 번째이자 마지막 신약의 용어에 대한 언급은 베드로 전서 4:16에서 신자들에게 권고하고 있습니다. "그러나 어떤 사람이 그리스도인으로 고통을 당하면 부끄러워하지 말고 그를 대신하여 하나님 께 영광을 돌리게하십시오." [삼]

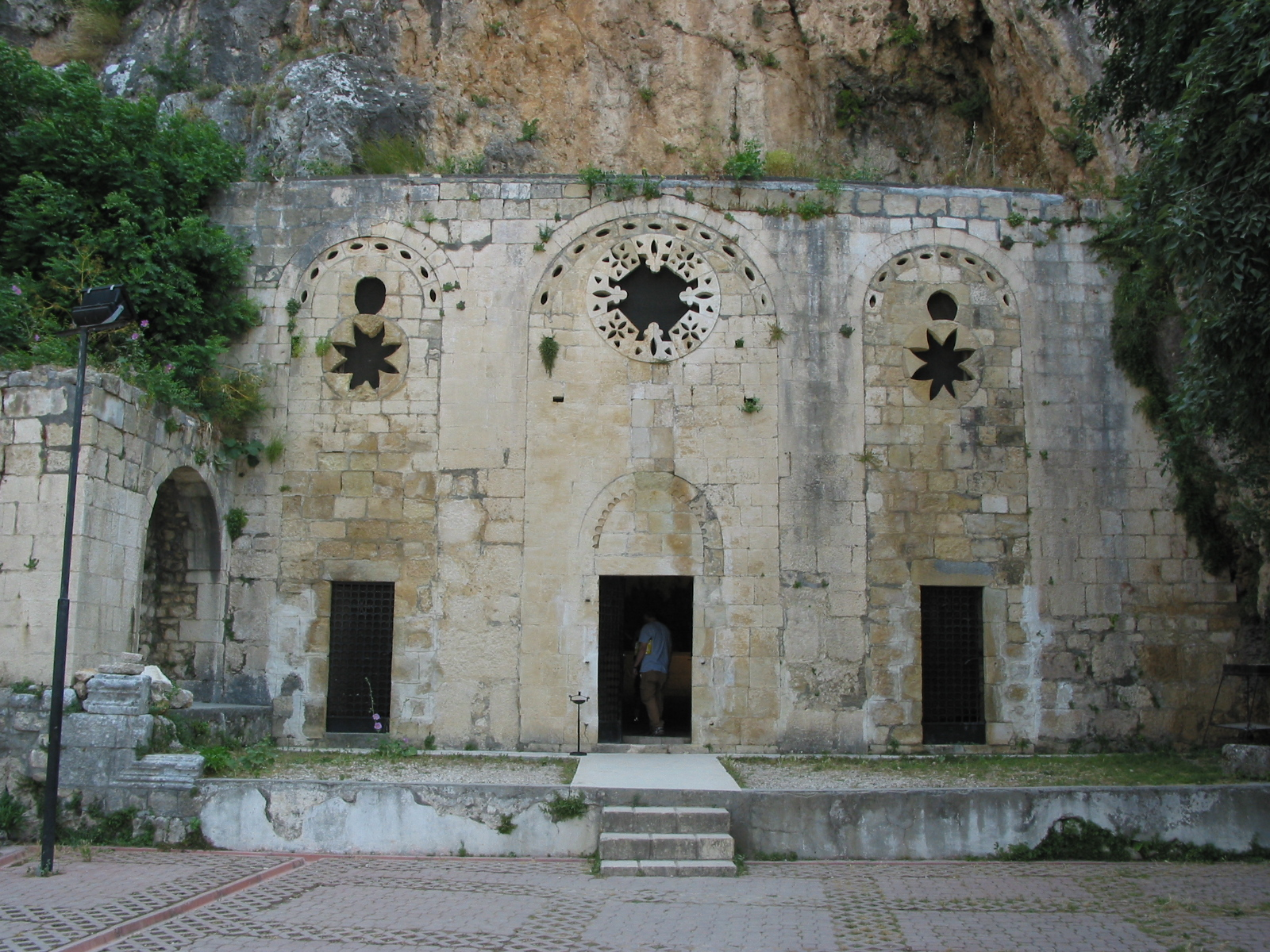
제자들이 그리스도인이라고 불렸던 안디옥 도시 근교에 있는 베드로 교회

케네스 사무엘 웨이스트 (Kenneth Samuel Wuest)는 신약 성서의 세 구절의 모든 구절은 그리스도인이라는 용어가 로마 황제를 인정하지 않은 그리스도의 추종자들을 언급하는 조잡한 요소를 반영한다고 주장한다. 누군가가 그곳에 기독교인이라는 이름을 주었던 안디옥 (Antioch)이라는 도시는 그러한 별명을 찾는 것으로 평판이 좋았습니다. 그러나 베드로가이 용어를 명백히지지함으로써 "나사렛"보다 선호되었고, 베드로부터는 크리스토 니노라는 용어가 이그나 티우스와 폴리 카르 이후의 초대 교회 교부들의 표준 용어가되었다. 크리스천이 아닌 문학에서 가장 처음 등장한 용어는 "그리스도인의 지파 (그의 이름을 따서 지어졌다.)"를 가리키는 요세푸스를 포함한다.  그리고 타 케이 터스 (Tacitus)는 1 세기 말경에 글을 썼다. 실록에서 그는 "저속한 명칭 [일반적으로 그리스도인이라고 불린다]"과 관련이 있으며, 그리스도인을 로마의 위대한 화재를위한 네로의 희생양으로 확인했다.

## 시대별로본 기독교인들의 삶
성경과 교회 역사속에 나타난 그리스도인들의 삶을 시대마다 다양하게 강조점이 나타난다.

## 구약과 그리스도인의 삶
하나님의 형상으로 창조된 인간-http://www.good-faith.net/news/articleView.html?idxno=141
- 종교적 존재이며 -선악과를 통한 하나님과의 관계를 형성, 언약을 준수
- 책임적 존재 -동산관리자로 노동과 다스림(창: 1장 26-28)
- 언어적 존재- 언어를 통한 해석적 존재로서 삶-동물들의 이름을 지음

### 파괴된 인간의 삶
구약성경 35인물들
성경인물사전 보관됨 2017-09-19 - 웨이백 머신
```
*
아담
의 삶- 죄로 오염된 사상과 행동으로 종교적, 책임적, 해석적 존재의 사명에 치명적인 부패가 일어남
```

- 부부 관계의 책임공방- 하와와 아담이 서로의 죄를 핑계됨- 죄는 책임성을 회피, 현학적 언어를 구사하게 됨
- 죄의 영향- 전가- 가족 공동체에 전체로 퍼짐

카인의 살인 -잘못된 내적이며 마음의 중심이 잘못된 상태에서 종교적인 의식을 행함, 즉 하나님께 드리는 예배의 방식과 내적 태도에서 나타났다. 하나님이 그의 제물을 받지않자. 그의 안색이 안좋아짐- 하나님은 선을 행하도록 경고했지만 듣지않았다.
살인이라는 폭력을 자행하다.
하나님께회개하지 않고 도리어 바른 종교적 관계와 올바른 예배를 준수한 동생을 폭력적으로 죽임.
인간은 자기의 뜻대로 자신의 삶의 방식대로 하나님께 폭력적인 행동을 하고 그에게 질책을 받으며 주변의 사람들에게 폭력적으로 행동하는 전형적인 죄의 행동적 결과와 대리적 카타르시스를 보여준다.
- 카인의 폭력적 삶과 방황하는 삶속에도 하나님의 은혜는 함께있었다. 가인을 보호함.

가인의 후손들- 문화적 삶을 즐겼다(창 4:16-24). 후손가운데 라멕은 살인을 많이했다. 창 4:23
아담의 후손들 - 종교적 삶- 여호와의 이름을 불렀더라(창 4:26)
노아의 삶- 종말론적 삶의 원형-말씀을 따라 마지막 미래를 준비하며 현재를 사는 삶.
아브라함의 삶- 고향 갈대아 우르를 떠나, 가나안에서 정착하기 전까지 굴곡과 믿음으로 순종하기까지 결국 믿음의 조상으로서의 삶을 살아갔다.
롯의 삶- 종말의 위기 속에서 사는 삶, 그의 아내는 죄와 유혹으로 죽음, 이기적인 삶, 도덕적 영향력을 상실한 삶
이삭의 삶 하나님의 선택으로 시작되는 삶(생명의 주인은 하나님), 언약의 후손, 모리아 산에서 재물로, 에서를 편애(창 25:27, 28)
아내 리브가를 누이라고  속임 창 26:7-11, 순종적 삶으로 신자→들의 모형
야곱의 삶- 리브가의 총애와 장자권을 빼앗음, 파란만장한 삶, 요셉을 편애, 인간적의 꾀와 생존철학이 강함
요셉..고난의 아픔이 하나님의 섭리(창 45)-만민의 구원과 생명을 위함(창 50),  죄에 민감, 계시의존 사상, 지혜롭고 현명한 삶, 관용과 믿음의 삶
사사기 시대..  하나님과 말씀을 떠난 고난의 행군, 이방국가들에 의해 채찍을 맞음, 이율배반.. 역설적 교훈들. . 죄의 유혹- 인간 죄성의 자유함과 회개와 하나님의 사랑(징계의 채찍). 하나님을 떠난 인간들의 고통과 처절한 모습
- 드보라 - 여사사, 바락과 협력하여 가나안 장군 시스라를 물리침 (4:4-5:31) 남자들의 수치를 드러냄

- 삼손- 성령의 능력과 죄의 유혹 사이에서 사는 삶, 최후 죽음에서 회개와 더불어 승리의 삶의 모습

모르도개(뜻: 작은사람)- 바사에 잡혀간 포로였지만 비밀병기 에스더를 양육시켜 하나님의백성들의  생명을 구함, 왕의 음모를 신고하고 악인 하만에게 경의를 표하지 않음. 예스더에게 승부수→를 던지개하는 결단의 삶을 살았다.
에스더- 모르도개의 제안에 따라서 이스라엘 사람들의 생명을 구한 지혜로운 신앙적 삶의 여성
나오미- 자신 과부이면서 아들들이 모두 죽고 자부들이 과부가 되었지만, 지혜로운 여성으로 과부 며느리 룻을 보아스와 결혼하도록 삶을 역적시킨 고난의      승리자
룻기. 나오미를 선택-힘들지만 진리의 길을 따름 .절망에서 희망으로. 말씀에 순종, 다윗과 그리스도의 조상이 됨
사울왕- 하나님보다는 인간을 중요하게 생각, 말씀보다는 자신의 직분을 중요하게 생각,  하나님께 순종보다는 자신의 결정을 중요시함
요나단 - 인간적인 명예와 직분보다는 하나님의 뜻에 따라서 다윗을 사랑함. 권력을 방어하려고 다윗을 죽일려능 아버지 사울왕과 다른 삶을 살다. 다윗을 자신의 생명처럼 사랑하는 모습.
다윗..죄인과 의인 사이,  목동시절, 골리앗을 죽임, 사울왕에게 생명의 위협을 받음, 왕의 통치와 그의 실수와 지혜들
욥기. . 무지의 이치. 하나님의 절대주권, 의인의 고난도 하나님의 섭리이다.
솔로몬과 유다왕국 .배반
솔로몬의 노년의 삶
"솔로몬의 부귀와 지혜와 모든 영광을 누리는 세상적인 성공에 이어 하나님께서는 솔로몬의 영적타락에 대해 바로 말씀을 하신다. 세상의 성공이 하나님과 멀어지게 하는 솔로몬의 성공을 말씀을 하신다. 이런 솔로몬을 하나님께서는 직접 두번씩이나 나타나셔서 회개하고 돌아올 기회를 주었지만 솔로몬은 하나님의 말씀과 명령을 지키지 않았다. 그렇게 하나님과 멀어져 결국 타락으로 이어진 솔로몬의 삶을 내버려 두지 않으시고 오늘 본문에서 솔로몬을 대적하는 사람들을 등장시켜 솔로몬을 일평생 사는 동안 솔로몬을 대적하고 괴롭게 하는 세력으로 사용하신다." 보관됨 2017-09-30 - 웨이백 머신
북 이스라엘.. 우상
예언자들. 진리와 고난의 삶. .이사야..예레미아
바벨론 포로시대의 삶.. 고난의삶
포로 귀한.. 희망과 재건
구약의 결론적 교훈
구약에서 보여주는 하나님의 백성들의 삶의 모습들
- 하나님과 관계적 삶의 유지. 생명과 죽음 즉 심판

- 죄의 강한 작용. 죄인임 보여줌

- 그러나 하나님의 사랑과 자비를 - 헤세드 보여줌

- 궁국적으로 메시야를 희망하는 삶을 사는 길을 보여줌

## 신약과 그리스도인 삶
구약의 삶은 하나님의 말씀을 통하여 하나님과의 올바른 관계속에서 하나님의 백성들의 삶이 요구되었다.
궁극적인 죄의 문제의 해결자로 성자 예수 그리스도의 오심으로 죄를 용서받은 성도들의 진정한 삶의 모습을 그리스도께서 보여주셨다. 신약에서는 참된 하나님이신 주님이 오셔서 참된 성도들의 삶의 모습으로 모범을 보여주셨고, 제자들도 그의 삶의 모습을 따르면서 살았으며 그리스도인들에게도 동일하게 주님의 삶의 모습을 따르도록 훈계한다.

### 신약 속의 예수의 삶
- 예수님의 생애의 연대기적 모습에서 그의 삶의 모습을 쉽게 이해하게 된다.

예수님의 생애표
- 특별히 4복음서에서는 그의 삶의 구체적인 정황과 여러문제들의 해결과 참된 그리스도인들의 교훈들을 보여준다.
- 참고 문헌

### 삶의 특징들
삶의 모범을 주신 것들
- 섬김- 하나님의 형상을 가진 존재에 대한 대우, 하나님 만이 참된 섬긴의 대상, 우리는 서로를 섬기면서, 교만을 버리고 참된 삶의 자세를 코람데오의 삶을 경건하게 살아야 한다.

- 희생-고난, 십자가를 짊, 죽으심
- 용서 -  인간 자신의 부족함과 죄를 인정하는 것
- 사랑과 배려- 사랑하는 것은 제자의 모습(요 13: 34), 배려의 대상자들 - 약자, 소외된 자들, 멸시받는 자들

- 희망 -구원의 약속, 재림의 약속
- 자기부인 마 16:24
- 온유 - 마 11:29
- 자비 - 고후 :7, 9
- 고난- 벧전 2:21-23
- 정결한 삶 - 요일 3:3
- 겸손- 빌 2:5,7
- 순종 - 요 15:10
- 하나님께 영광 - 요 17:4

## 신약 속의 제자들의 삶
제자들- 예수님의 삶을 따랐다.
바울 - 그리스도를 본받는자가 되었고 자신이 그리스도들 본 받고 따르는 것처럼 성도들도 자신을 본 받으라고 함
- 앤 크리스토 - 그리스도와 함께하는 삶
- 성령으로 사는 삶
- 복음으로 사른 삶
- 그리스도를 만유의 주로 증거하는 삶
- 역사의 주인이며 심판주로 인정하고 사는 삶- 푯대를 향하는 목표
- 믿음, 소망, 사랑의 실천-고전 13장
- 구별된 거룩한 삶. 벧전:1:14-17

## 그리스도인의 특성
1. 하나님께 대한 태도

- 믿음-히 11:6, 경건 - 딛 2:12 사랑-마 22:36, 기뻐함 - 빌 4:4그리스도에 대한 태도 믿음- 딤후 1:12, 경배 - 빌 2:4-1, 본받음 - 고전 11:1, 교제-요일 1:3
- 성령님에 대한 태도 성령을 좇아행함-갈5:16, 충만을 받음-엡 5;18, 인도-유 1:20, 소멸치말라-살전 5:19, 가르침을 받음- 요 14:26
- 세상에 대한 태도 정결 -딤
- 신자에 대한 태도
- 신앙을 나타내는 행위
- 은혜를 표현하는 행위

## 초대교회 그리스도인의 삶
말씀에 따르고 성령의 충만한 성경적 삶의 모습을 보여주었다.
- 성령 충만한 삶- 사도행전4:32-37
- 기독교적 가치관, 기독교 세계관, 기독교 문화관,
- 종말론적 삶 - 하나님 나라의 확장을 위해서 살았고 도래를 대망
- 돈과 우상을 버리고 하나님께 순종하는 삶- 사도 바울(행 19:10), (행 19:29)

## 중세시대의 그리스도인의 삶

### 카타콤과 기독교의 승인

#### 카타콤시대
카타콤(Catacomb)는 무덤으로 사용하기 위하여 좁은 통로로 이루어진 지하 묘지이다. 기독교인들이 로마 제국의 박해를 피해 숨어들어서 예배하였다. 아주 넓고 어두운 곳으로, 기독교인들이 나올때에는 거의 장님이 되어 나올 정도였고, 약 10평 정도의 작은 넓이의 땅에서 400명이 찬송을 하였고, 전염병이 돌면 삼분의 일이 죽었다고 한다. 기독교가 핍박을 받지 않고 나왔다가도 타락을 보고 후회한 기독교인이 다시 들어가 생활하였다. IXOCE (익투스) 라는 암호를 썼는데, 이는 물고기를 뜻하기도 하지만 권능자를 뜻하기도 한다. 그래서 기독교인은 물고기를 그리며 서로 기독교인임을 확인하였다.
Catacombs_of_Rome Catacombs_of_Rome
- 신앙우선전 삶- 권력과 정치보다는 믿음의 삶에 강조, 핍박과 고난속에서 그리스도인의 삶을 감당
- 핍박의 삶- 진정한 그리스도인을 만든다.

#### 콘스탄틴 대제 이후
콘스탄티누스 1세( 272년 2월 27일 - 337년 5월 22일)
콘스탄티누스 1세는 흔히 첫 번째 그리스도인 로마 군주로 알려져 있다. 기독교의 선생으로 자문가로 유명한 신학자 락탄티우스를 두었다.
그의 치세는 기독교 역사에서 중요한 전환점이 되었는데 313년 밀라노 칙령으로 기독교에 대한 관용을 선포하여 기독교 박해를 끝내고 사실상 기독교를 공인했다. 또한 기독교 교회의 압류된 재산을 돌려주고 이에 대한 국가의 보상을 정했다. 비록 311년 선제 갈레리우스가 이미 밀라노 칙령과 비슷한 기독교에 대한 관용을 선포하였지만, 콘스탄티누스 1세의 적극적인 기독교 진흥책으로 로마에서 기독교의 위상은 새로이 정립되었다.
콘스탄티누스 1세는 다양한 법령을 통과시켰다.
- 기독교 성직자에게는 세금을 부과하지 않게 하는 법령을 반포하였다. 또한 이전과는 다르게 성직자의 사유재산 소유를 승인하였다.이것으로 제국은 재정난에 시달리게 되었다.
- 기독인들의 특혜는 사회적 어려움과 도덕적 해이를 가져올수도 있다.

###### 로마 제국의 공인
기독교의 역사#.EB.A1.9C.EB.A7.88 .EC.A0.9C.EA.B5.AD.EC.9D.98 .EA.B3.B5.EC.9D.B8
고대의 기독교 전파지역
     325년     600년
313년 콘스탄티누스 1세가 밀라노 칙령을 발표하여 기독교에 대한 박해를 중지하였다. 콘스탄티누스 1세의 어머니 헬레나는 기독교 신자였으며, 전해지는 이야기로는 콘스탄이누스 1세가 밀비우스 다리 전투 전날 꾼 꿈의 지시대로 병사의 방패에 카이 로()를 그린 후 전투에 승리하자 기독교를 믿게 되었다고 한다.
325년 콘스탄티누스 1세는 제1차 니케아 공의회를 열고 그 동안 다양한 사상으로 분화되어 있던 기독교의 교리를 정리하도록 하였다. 이 공의회에서는 단성설을 주장하는 아리우스파를 이단으로 규정하고, 니케아 신경을 채택하여 기독교의 기본 교리를 형성하였다. 콘스탄티누스 1세는 기독교를 통하여 정치력을 강화하고자 하였다. 324년에서 330년 사이 로마 제국은 수도를 비잔티움으로 옮기면서 새롭게 도시를 건설하여 콘스탄티노폴리스로 개칭하였다. 새로 지어진 건물 가운데에는 교회도 포함되어 있었다.
기독교가 공인되면서 신학의 집대성도 함께 이루어졌는데, 아우구스티누스, 나지안조스의 그레고리우스, 예루살렘의 키릴로스, 암브로시우스 등의 교부들이 대표적이다.

#### 어거스틴 시대 (354년- 430년)
아우구스티누스시대에 도덕적 부패가 윤리의 정당성이 필요하게 되었다. 이점에서 펠라기우스는 도덕적 관점에서 인간의 자력구원을 주장하게 되었다. 이것이 이단으로 정죄되었다.
"정치적 상황으로 볼 때 어거스틴은 콘스탄틴 이후 기독교가 인정되고 국교화 되면서 핍박이 사라집니다. 이것은 한 편으로 경건이 쇠락하고 타락으로 떨어지는 역기능을 가져오기는 했지만 다른 한편에서 신학적 연구에 깊이 몰입하고 평안한 시대에 기독교인은 어떻게 살아야 하는가를 다시 생각하게 됩니다. 그러나 애석하게도 기독교와 로마는 얼마 가지 않아 이방인들의 침략을 받게 되고 몰락의 길을 가게 됩니다. 이러한 상황은 이교도들의 도전을 받게 되고 기독교화 된 후 로마가 망한 이유가 기독교에 있다고 합니다. 그동안 기독교에 억눌려 살았던 이교도들이 기독교인들에게 원망의 화살을 쏘게 된 것입니다. 당시 어거스틴의 친구이자 로마의 행정담당관인 마르켈리누스는 이교도들의 대항에 대응할 수 있는 사람이 어거스틴 밖에 없음을 깨닫고 도움을 요청합니다. 413에 시작하여 427에 완성된 <하나님의 도성>은 로마의 멸망이 기독교에 있지 않으며, 로마가 곧 ‘하나님의 도성’이 아니라고 말합니다. 오히려 세상의 도성인 로마는 불완전하며, 결핍되어 있고, 욕망과 죄가 가득한 곳이라고 역설합니다. 비록 이곳에 일부의 선과 공의가 있다고 할지라도 세상의 도성은 심판받아 마땅한 곳이라고 말합니다. 기독교인은 이 세상의 도성에 살지만 영원한 하나님의 도성에 사는 사람들입니다. 어거스틴은 <하나님의 도성>을 기술하면서 ‘세상의 도성’과 ‘하나님의 도성’을 구분하고, 로마의 멸망 이유가 기독교에 있지 않다는 것을 변증하기에 이릅니다. 그러나 13년의 오랜 집필 기간과 방대한 분량은 불가피하게 최고선의 문제, 예지와 운명의 문제, 자유의지의 복잡한 주제들을 끌고 올 수밖에 없었습니다. 그러므로 본서는 단순한 기독교적 역사 철학의 관점을 넘어 기독교의 총체적 문제를 다루고 있다고 볼 수 있습니다.."
정통 교회의 교리정리의 시작 -올바른 신앙과 신학을 정립

### 중세시대의 삶
교회와 성직자 중심의 세계관에 따라서 교회와 교황의 권위에 순종하는 수동적 태도의 삶을 살았다.
- 경제적 정치적 종교적 혼돈의 시대, 흑사병으로 고통의 시대
- 교회와 하나님의 나라를 일치시키는 오류를 범하여 지나친 교회와 성직자의 권위에 강조로 인한 사회적 불균형과 교회의 부패를 초래하게 되는 원인이 됨
- 성경의 참된 교훈과 하나님의 참된 뜻이 존중되지 못한 모습
- 르네상스 인문주의 운동으로 기독교인들의 삶을 반성하게함
- 새로운 교회 개혁을 기달리는 성도들이 출현, 위클리프와 롤라드운동, 얀 후스, 틴데일,

- 서임권 논쟁- 황제와 교황의 권한의 투쟁으로 교회의 본질과 사명에 상처를 입음

- 십자군 전쟁- 이슬람과의 지나친 전쟁으로 많은 피해를 발생

- 스콜라철학의 등장- 기독교인들의 구체적인 삶의 강조보다는 이성적, 논리적 철학적 논구에 치중

- 르네상스 인문주의 운동의 시작- 새로운 세계관적 삶의 시작

### 중세에서 종교개혁이전 시대의 인물들
진리의 말씀으로 살려고 몸부리치던 인물들이다.
- 존 위클리프: 성경 번역으로 고난과 무덤이 파헤쳐져 명예살인을 당함.교황의 권력과 로마 가톨릭교회의 교리에 공격을 가하였다. 후에 종교 개혁 운동의 여러 원리는 모두 그의 교설 가운데서 싹텄다고 여겨지기도 하며 위클리프의 교설은 롤라드, 즉 그를 따르는 사람들에 의해 각지에 퍼졌다. 민중에게 복음의 진리를 전하기 위해 라틴어로 된 성서를 영어로 번역하여 마침내 1382년에 완성하였다. 순교자 윌리암 틴데일에게 성경을 영어로 번역하는데 큰 영향을 주었다. 화체설을 반대하고(transubstantiation), 수도원제도를 비판하고 교황의 권위를 반대하였다.
- 롤라드: 위클리프 후예들-위클리프를 따르는 ‘가난한 사제들’은 영국 전역의 마을을 돌며 위클리프의 번역된 영어성경을 가지고 영어로 설교했으며, 부패한 교회의 개혁.
- 얀 후스: 위클리프에게 영향을 받고, 교황비판, 성찬 시 포도주와 떡 분병을 주장, 화형 당함-모라비아 교회 혹은 체코 개신교라는 명칭으로 명맥.
- 프라하의 제롬 (히에로니무스): 철학자, 신학자, 종교개혁가로서 자신의 삶을 헌신하였고, 잘못된 교회의 부패와 교리를 개혁, 화형 당함.
- 사보라롤라: 이탈리아의 도미니쿠스회 수도사·설교가·종교개혁가이다. 사보나롤라는 설교를 통해 피렌체 시를 개혁하고, 민주정치를 실시하려고 했다. 또한 교황 알렉산데르 6세의 부도덕을 비난하고 화형 당함. 당시 지배자인 로렌초 데 메디치를 공격하고, 교회와 속세의 타락을 신랄하게 비판.
- 피터 발도: 그의 목적은 청빈한 사도적 삶이었으며, 가난했지만 예수님이 그의 삶 전체를 이끄신다는 확신을 가지고 있었다. 그는 재물에서는 자유로워졌고 예수님께는 종이 되었다. 얼마 후, 왈도는 복음을 전하기 위해 여행.
- 윌리엄 틴들: 존 위클리프에게 영향을 받아 영어로 성경을 번역한 사람이다. 그는 영어 번역을 위해 독일로 건너가 비밀리에 번역작업을 했으며 기존에는 없던 새로운 단어를 만들기도 했다. 성경을 번역한 죄로 체포되어 1536년 10월6일 화형 당했다.

## 종교개혁시대의 그리스도인의 삶
마르틴 루터의 교회의 부패를 개혁하여 말씀중심의 삶을 강조하였다.
장 칼뱅과 츠빙글리도 하나님 앞에서 즉 코람데오의 삶을 강조하여 사회, 정치, 문화의 변혁을 이룩하였다.

#### 종교개혁가들의 일상의 삶
종교개혁은 기독교 역사만이 아니라 세계사에서도 한 획을 긋는 사건이었다. 외적으로는 개신교가 탄생하게 되었고 내적으로는 기독교 신앙이 새로워지는 계기가 되었다. 이로 인해 개혁된 신앙에 대해서는 다양한 평가가 있다.
알리스터 맥그라스는 종교개혁의 영성에 대해 이렇게 말했다. “평범한 사람들의 일상은 사실상 모든 영역에 걸쳐, 수도원 안에서 자라던 풍부한 영성으로부터 영향을 받지 못했다. … 종교개혁과 더불어 유럽의 대도시들이 그리스도인들의 새로운 사고와 행동방식의 요람이요 그것이 녹아든 도가니로 등장하면서, 영성이 형성되는 중심은 차츰 차츰 수도원으로부터 장터로 옮겨갔다. … 종교개혁은 그리스도의 신앙을 이 새 시대의 상황과 생활방식에 연결시키려고 이루어진 하나의 끊임없는 시도였다.”
또 이런 말도 했다. “종교개혁의 영성은 일상 세계에서 이루어지는 삶에 그 뿌리를 내리면서 아울러 그 삶을 지향한다. … 종교개혁 영성의 핵심 요소들-가장 두드러지는 것은, 이신칭의와 윤리의 실천이라는 교리지만-은 심지어 집안 살림을 챙기는 것과 같은 가장 평범한 일상생활에도 새로운 차원의 의미와 중요성을 부여하였다.”(종교개혁 시대의 영성)
중세교회와 비교했을 때 종교개혁자들은 생활신앙의 중요성을 강조했다. 대표적인 예로 종교개혁의 불을 댕긴 루터는 마태복음 6장 24절~34절을 주석하면서 이렇게 말했다. “모든 세상에 하나님을 섬기는 일이 아닌 것이 없을 것이고 교회뿐 아니라 집까지 부엌, 광, 작업장, 논과 밭까지도 하나님을 섬기는 장소가 될 수 있다.”
칼뱅도 누가복음 10장 38절을 주석하면서 이렇게 말했다. “세속적인 일들을 멀리하고 묵상에 침잠함으로써 천사와 같은 삶을 영위할 수 있다고 생각하는 사람들은 오류를 범하고 있는 것이다. 우리는 사람이 부지런히 노동하도록 창조된 존재이고 자기 소명에 열중하고 어떻게 공동선을 위해 살 수 있는가를 부지런히 살피는 일만큼 하나님을 기쁘시게 하는 제사가 없음을 잘 알고 있다.”
그런데 이런 깨달음으로 시작된 개신교 신앙은 시간이 가면서 점차 중세교회의 신앙을 닮아간다. 종교적으로는 그럴듯한 모습을 갖추고 있지만 생활 속에서는 그 신앙이 제대로 표출되지 못한 것이다.
이런 현실에 대해서 폴 스티븐스는 이렇게 지적한다. “기독교의 겉모습은 하나님을 발견하고 기쁘게 해드리기 위해 또한 제대로 기도하기 위해 정형화된 종교적 기구이다. 반면 기독교의 핵심은 하나님이 초월적인 의미와 억제할 수 없는 기쁨으로 우리의 일상적 삶 속에 들어오시는 것이다.” 또 이렇게 말했다. “영성은 한마디로 하나님과 나누는 교제다. 그러나 성경적인 그리스도인이라면 이 교제를 매일의 삶, 현실의 삶으로 구체화하고 구현하고 엮어내야 할 것이다.”(현대인을 위한 영성)
지금까지도 교회는 믿음의 관심사를 종교적인 영역으로 제한해 왔다. 예배드리러 가는 것, 말씀과 기도생활에 충실한 것, 사람들을 교회로 인도하는 것 등은 정말 믿음으로 해야만 하는 중요한 일들이다. 그러나 종교적 활동만이 신앙의 전부라고 이해해서는 안 된다. 우리의 일상생활 속에서 믿음이 드러나야 한다.
도로시 베스는 이에 대해서 분명하게 말한다. “우리 주위에 속한 인간관계의 기본적인 모습이 계속 바뀌는 이 시대에 살면서 과연 그리스도인이란 어떤 의미인지 깊고도 풍부한 설명을 열망한다. 우리는 우리의 일터와 기독교 신앙이 어떤 관계인지 알고 싶어 한다. 그리스도인으로서 친구 관계, 부부관계, 자녀교육, 공적인 삶과 정치적인 삶, 돈을 어떻게 쓰는지의 문제 등을 어떻게 해결해 나가는 것이 올바른 것인지 알고 싶어 한다. 어떤 그리스도인들은 이러한 문제에 대하여 스스로 노력하여 해답을 찾으려 하기보다는 이미 다른 사람들이 발견하여 쌓아놓은 재고의 해답들로 만족하고 자신이 원하는 답을 찾았다고 생각하기도 한다. 그러나 많은 경우 우리 그리스도인들은 만족스러운 통찰력으로 우리가 무엇을 하여야 하고 어떤 사람이 되어야 하는가를 분별하도록 도와주는 신앙을 찾고 있다.”(일상을 통한 믿음 혁명)
비슷한 맥락에서 마이클 프로스트도 우리의 믿음이 가지고 있는 문제점을 지적한다. “여러 면에서 볼 때 하나님을 제한하지 말고 그 분이 펼치시는 ‘새로운 일’을 보라고 도전하는 부흥사와 교회 지도자들이 오히려 하나님을 특별한 사건에만 한정시키고 있지 않나 하는 생각이 든다. 물론 하나님을 특별한 사건에서 배제시키려는 것은 아니다. 성경과 교회 역사에는 하나님의 영이 굉장한 모습으로 임하신 사건들이 즐비하다. 그러나 나는 그 분이 가장 단순하고 평범한 일 가운데 조용한 변화를 이루시는 모습 또한 우리가 볼 수 있어야 한다고 생각한다.”(일상, 하나님의 신비)
종교개혁주일을 보내면서 우리 시대에 날마다 새로운 교회의 개혁을 생각해본다. 종교의 개혁만이 아니라 종교에 묶인 신앙이 일상생활 속에서 살아 움직이도록 족쇄를 풀어주어야 진정한 개혁의 전통을 이어가는 것이 틀림없다. [방선기 목사의 생활신앙(28) 종교개혁과 생활신앙에 대하여]
종교개혁가들이 말하는 그리스도인들의 삶을 당시 중세시대를 벗어나 성경에서 강조하는 그리스도인의 삶의 본질과 행위를 실천하려했다.

### 마르틴 루터
스콜라적 삶의 형식을 버리고 은혜와 구원의 자유로운 삶의 형식을 가지게되었다. 말씀 중심적 삶으로 전화되었다. 루터는 노동도 예배의 확장으로 강조하였다.
- 믿음의 선물로 율법적, 행위적 , 공로적 삶의 패턴을 변형시킴
- 양심과 성경의 중심의 삶을 강조

### 칼빈의 생애

#### 어린 시절
영어식 존 칼빈(John Calvin)은 프랑스어로 장 칼뱅(Jean Calvin)은 1509년 7월 10일.5) 프랑스의 피카디 주에 있는 유명한 고도 노용 Noyon,6)에서 태어났다.  노용이란 도시는 한때 성 머다드(St. Merdad) 성 엘오이워스 (St. Eloiwas)와 같은 감독들이 살았던 유명한 곳이었다,7) 또 찰스 대제(후기 신성로마 황제)가 768년 누우스트리아(Neustria)의 서 프랑크 왕국의 왕으로 즉위한 곳이며 987년에는 카페티안(Capetian) 왕조의 창시자이며 프랑스의 왕 휴우 카펫 (Hugh Capet)이 왕으로 즉위한 곳이었다.8)
역사가 윌 듀란트는 노용 도시를 칼빈의 신정정치의 개념과 관련을 지으면서 말하기를 노용은 교회와 감독에 의하여 지배받는 교회 도시였다. 여기서 처음부터 칼빈은 신정정치의 - 하나님의 이름으로 성직자들에 의하여 사회가 지배되는 것- 하나의 예를 가졌다고 한다.9)  칼빈이 자란 곳은 이렇게 정치적, 종교적으로 중요한 도시였으며 어린 시절부터 하나님의 다스림이 자신의 삶의 영역에서 가깝게 느껴지는 곳이었다. 이런 의식은 제네바의 종교개혁에 큰 영향을 주었다. 그렇다고 후에 칼빈이 제네바에서 신정정치를 했다고 볼 수 없다.
칼빈의 아버지의 이름은 제라드 코뱅(Gerard Cauvin) 이었다. 그는 근면하고 엄격한 성격의 사람이었다. 칼빈의 어머니는 깜브레(Cambrai)의 여인숙 주인의 딸인 쟌느 르 프랑끄(Jeanne Le Franc)이었다. 제라드는 노용에서 2 마일쯤 떨어진 항구로서 외스(Oise)강을 가로지는 퐁 레베크 (Pont l'Eveque)라는 작은 마을에서 사공(boatman)을 하거나 아니면 물통을 만들고 수리하는 일에 종사했던 것으로 알려진다.10)  일반적으로 칼빈은 아버지의 예리하고 조직적인 두뇌를 물려 받았으며 어머니의 경건심을 이어 받았다고 알려진다. 물론 그의 용모는 아버지를 닮았다고 한다. 두 사람은 그 도시에서 좋은 평판을 얻었다.11)  그의 아버지는 노용 주교 비서 그리고 후에 대성당 참사회 소송 대리인과 그리고 주교의 재정 공중인이 되었다. 이런 교회와 관련된 제라드의 직업은 부르주아로 신분의 상승을 의미하였고 나용에 있는 귀족들과 좋은 관계를 갖게 했고 후에 칼빈으로 하여금 귀족들의 자녀들과 함께 교육을 받는 계기가 된다.

#### 학문의 시작
제라드는 칼빈을 노용에 있는 카페뜨 대학(the college of the Capettes)에 보냈다. 그곳에서의 학문적인 프로그램들은 잘 알려지지 않았지만 적은 수의 교수진으로 보아 파리에 있는 대학에 비해 교육의 수준은 떨어졌다. 그곳에서의 교육에 만족하지 않은 제라드는 1523년 칼빈이 라 마르셰 대학(the college of La Marche) 에 입학시켰다.12) 이 대학은 인문주의적 정신을 칼빈에게 주었다. 그곳에서 칼빈은 유명한 라틴어 교수인 마두린 코디어(Mathurin Cordier) 아래서 라틴어를 배웠다.13) 그는 현대 교육학의 창시자중에 한사람으로서 칼빈에게 인문주의 철학과 기독교 경건을 소개한 최초의 인물이다.14) 칼빈은 자신의 데살로니가 전서의 주석(Commentary on the First Epistle to the Thessalonians)을 코디어에게 헌정하였고, 후에 그를 자신이 세운 제네바 대학에서 라틴어 교수로 청빙하였다. 후에 칼빈은 그 대학에서 몽테규 대학(college of Montaigu)으로 옮겼다. 에라스무스와 로욜라를 배출한 그 대학에서 칼빈은 자신의 지적 형성의 큰 발전을 보게된다. 당시 그 대학에는 베다(Beda), 안토니오 코로넬(Antonio Coronel) 그리고 존 메이져(John Major)와 같은 유명한 학자들이 있었다. 칼빈은 철학과 수사학, 교부들의 작품들을 배울 수 있었다. 몽테규에서는 루터의 사상이 부정적인 평가를 받고 있었다.
칼빈의 아버지는 그에게 신학에서 법학으로 전공을 바꿀 것을 요구하였다. 이런 이유는 아마도 법조계의 직업이 부와 명성을 얻게 하는데 확실한 보장이 되기 때문이었다.15)  칼빈은 아버지의 권유를 받아들였다.
칼빈은 아버지의 명에 따라 법학을 공부하기 위하여 오르레앙 대학(University of Orleans)으로 갔다. 그는 거기에서 변호사가 되기 위하여 레스토알( Pierre de l'Estoile) 밑에서 법률과 수사학을 배운다. 그러나 1년 후에 그는 이탈리아의 법학자 안드레아 알키아티(Andrea Alciati)의 명성을 듣고 부르지 대학(University of Bourges)으로 갔다. 그는 그곳에서 열렬한 루터파 신자였던 멜케오르 볼마르(Melchor Wolmar) 교수에게서 헬라어를 배웠다. 칼빈은 헬라어 고전은 물론 신약 성경을 원문으로 읽을 수 있게 되었다. 볼마르의 루터란 영향이 칼빈의 회심에 영향을 주었는지는 확인되지 않고 있다.16) 이런 과정을 통하여 칼빈은 인문주의자로서 원문 해석에 있어서 필요한 훈련을 배웠다. 후에 성경을 해석하는 위대한 학자로 쓰이게 된다.
1531년 5월에 칼빈의 아버지 제라드가 세상을 떠났다. 칼빈은 이제는 아버지의 뜻에 매이지 않고 자신의 뜻을 자유롭게 결정할 수 있게 되었다. 이것은 그의 생애에 하나의 새로운 전환이었다. 그는 파리 왕립 대학(Royal College)로 옮겨 피에르 다네(Pierre Danes) 밑에서 헬라어를 배우고, 바타블(Vatable)에게 히브리어를 배웠다. 칼빈은 1532년 4월 4일 23세의 나이로 세네카의 관용론에 대한 해석(Calvin's Commentary on Seneca's de Clementia)를 출판했는데, 이 책으로 칼빈은 에라스무스에 버금가는 유명한 인문주의자가 된다. 여기서 칼빈은 에라스무스의 본문비평에 대한 오류를 지적하고 본문의 의미를 해석하는 방법을 보여 준다. 세네카의 <관용론>은 로마의 황제 네로가 기독교를 무참하게 박해하는 것에 대하여 스토아주의적 입장에서 네로의 마음을 돌이키려는 마음에서 쓰여진 책이었다. 칼빈이 세네카의 관용에 대한 해석을 쓴 것은 프랑스 왕 프랑수아 1세가 개신교도들을 박해하는 것에 대하여 왕의 마음을 돌이키기 위해서였다.

#### 칼빈의 회심
칼빈의 이책은 내용의 우수함에도 불구하고 크게 주목을 받지 못하였다. 칼빈은 종교개혁 운동에 사로잡히게 된다. 칼빈 역시 루터의 성경연구가 종교개혁의 기반을 마련한 것처럼 관심을 성경연구에 집중하였다.  칼빈의 친구 니콜라스 콥(Nicolas Cop)이 파리대학 학장으로 1533년 11월 1일 취임되었을 때 연설문을 도와주게 되는데, 그 연설문의 내용은 기존 로마 카톨릭교회를 비판하고 루터가 주장한 복음의 절대성을 강조하며, 하나님이 값없이 주시는 은혜에 대한 내용을 가지고 교회의 개혁을 호소하였다. 칼빈이 이 연설문을 직접 썼는지 아니면 간접적으로 도와주었는지 아니면 콥이 혼자서 썼는지는 계속 논쟁되고 있다.
이 연설 이후 그들에 대한 비난과 핍박으로, 니콜라스 콥은 바젤로 피신하였고 칼빈도 결국 파리 남서부 250마일에 위치한 앙굴렘(Angouleme)에 은신처를 정했다. 그는 친구인 루이스 두 틸레(Louis du Tillet)의 집에 머물렀는데 그 집에는 교부들의 책을 비롯한 수많은 장서가 있었다. 칼빈 이곳에서 <기독교 강요>의 쓸수 있었다.
칼빈은 1534년 5월 로용을 방문하여 성직자로서 그의 직업을 종결하는 조치를 취함으로써 공식적으로 로마 교회와 결별을 했다. 1534년에 그는 재세례파의 영혼 수면설 - 죽을 때 영혼은 잠을 자기 시작해서 죽은 자의 마지막 부활 때 잠을 깬다는 교리-에 반대하여 '심령 수면설(Psychopannychia)이라는 책을 발간했다. 여기서는 칼빈은 그리스도를 믿는 믿음 안에서 죽은 성도의 영혼은 자는 것이 아니라 그리스도 안에서 사는 것이다라고 주장하였다.
1534년 10월 18일에. 그들에 대한 박해 이유는 1534년 10월 마르쿠르(Antoine Marcourt)가 로마 교회의 미사를 반대하는 조문들을 붙인 사건이 일어난 후에 신교도들에 대한 박해가 무섭게 시작되었다. 칼빈도 결국 망명자로 프랑스를 떠날 수밖에 없었다.
1535년 1월 칼빈은 스위스 바젤로 가서 친구인 콥을 만났다. 그리고 듀 틸레의 서재에서 쓰기 시작한 <기독교 강요>의 탈고를 서둘렀다(1535년 8월). 이 때 그의 나이 26세였다. 칼빈은 <기독교 강요> 초판을 발행하면서 프란시스 1세에게 헌정사를 썼다. 1536년 3월 바젤에서 라틴어로 출판된 <기독교 강요> 초판은 바로 프랑스 신교도들에 대한 변호를 서문에 불였다.
칼빈 바로 이때 갑자스런 회심을 하게 된다. 자신의 회심의 날짜를 정확하게 밝히지 않는다. 그러나 그가 쓴 시편주석의 서문에서는 당시 자신의 회심의 상황을 설명한다.

### 존 칼빈에서 그리스도인의 삶이란
바른 믿음이 바른 삶을 살게 한다고 한다. 믿음은 하나님의 은혜에 관한 확고하며 흔들밈 없는 인식(지식)식이다. 믿음과 그리스도와 연합 즉 관계를 맺는 것이다.
칼빈에게 있어서는 그리스도인의 삶은 창조주 앞에서 피조물로서 인간의 모습을 보여준다.
칼빈은 그리스도인들의 삶이란 먼저 하나님의 영광을 위하여 사는 것이며, 그분에게 순종하는 것이며, 삶의 터에서 몸으로 드리는 기도의 삶을 사는 것이며, 자기를 부정하며 십자가를 지는 것이며, 겸손하며 하나님을 경외하며 마지막으로 공동체를 의식하며 사는 것이라고 본다.

#### 하나님의 영광
칼빈은 그리스도인들의 삶이란 먼저 하나님의 영광을 위하여 사는 것

#### 순종
믿음의 순종은 하나님이 요구하는 가장 뛰어난 제사.  말씀에 순종

#### 기도
기도는 바른 삶으로 이끈다. 우리의 변화를 위해 기도가 필요하다고 한다.

#### 회개
회개는 믿음의 열매,

##### 겸손
칼빈에게 있어서 겸손이란 타인을 높이고 자신을 깍아내리는 것이 아니다. 참된 겸손은 참된 믿음과 연결되어 있다. 겸손은 참된 신앙심의 발로이며 창조주 하나님을 신뢰하고 그 분을 의지하면서 자발적인 희생을 하는 것이며, 자신을 낮추어 동료를 섬기는 희생적 삶이라고 한다.

#### 고난
- 자기를 부정하고 십자가를 감당하는 삶을 강조[7]
- 검약과 절약, 근면을 강조

#### 사랑, 자유, 양심
삶의 규범들이다.
- 자유는 율법에서 자유이다.
- 사랑은 이웃에 대한 사랑인 공동체의식을 갖는 것.
- 루터가 1521 보름스 회의에서 자기주장과 저서들 철회하라.. 루터는 내 양심은 하나님의 말씀에 사로잡혀있어서 허락치 않는다.

## 기타 종교 개혁가들의 삶
종교 개혁가
츠빙글리, 부처, 외콜람파디우스,
- 마르틴 루터
- 울리히 츠빙글리 -말씀의 실천자로 사회와 교회 변혁을 시도
- 필리프 멜란히톤
- 기욤 파렐-
- 장 칼뱅 - 순례자의 삶
- 마르틴 부서- 교회를 위한 삶과 동료를 보살핀 우정의 인물
- 외콜람파디우스
- 볼프강 카피토
- 피터 버미글리
- 하인리히 불링어
- 테오도르 드 베즈
- 피에르 비레
- 존 낙스- 국가제도와 사회 개혁 비타협

## 계몽주의시대의 그리스도인의 삶
계몽주의는 실제적인 도덕을 지향하였으며 형이상학보다는 상식, 경험, 과학을, 권위주의보다는 개인의 자유를, 특권보다는 평등한 권리와 교육을 지향하였다. 이 계몽주의는 1760년경 이후 강력히 대두되게 된다. 계몽주의 사상가들은 인간은 이성으로 적법성을 판단할 수 있으며, 이성은 권위의 요소이자 권위를 판단하는 기준이라고 주장했다.

## 19세기
- 아더 태펀 피어슨
- 존 워너메이커
- 무디

## 근대의 그리스도인의 삶
프란시스 쉐퍼-
이상원 박사는 쉐퍼가 직면했던 문제는 하나님이 살아 계신다는 것이 ‘실재’, 곧 ‘사실’인가라는 것”이라며 “하나님이 살아 계신다면 하나님은 삶의 모든 영역에 관계해야 하고, 그분을 예배하고 경배해야할 뿐만 아니라 순종해야 마땅하다. 쉐퍼는 그리스도인의 삶이란 하나님의 초자연적인 실재, 곧 성령의 현존하는 능력 안에서 자기를 죽이며 사랑의 실천을 통해서 인격적 관계를 회복해 가는 삶이라고 봤다”고 한다.
- 라브리공동체
- 생애와 사상적 뿌리[9]

자크 엘륄-
```
 * 「하나님이냐 돈이냐」에서 엘륄은 어떻게 “모든 것을 제거하는가?” 아마도 엘륄이 가하는 가장 충격적 일격은, 예수의 말씀을 액면 그대로 받아들여 돈을 맘몬으로 의인화하는 것이다. 맘몬은 신격화된 존재요 악마요 우상이며 우리가 벗어나야 할 권세인 것이다.
```

엘륄은 하나님께 드리고 사람에게 베풀 것을 권한다. 순전히 하나님의 영광을 위해 드린 선물(실제적 가치가 전혀 없는 데 돈을 사용하는 것)은 돈의 신성을 가장 모독하는 행위다.
- 엘룰에게 있어서 자유의 축은 하나님의 영광이었다. 그리고 우리를 끌어가는 힘은 하나님의 영광의 소망이다. 우리 안에 거하시는 그리스도는 우리 안에 있는 이 영광의 소망이다.

## 포스트 모더니즘 시대의 그리스도인의 삶
- 변화된 문화 속에서 어떻게 살아야 하는지
- 문화 충돌주의
- 인간의 모든 삶의 영역에 하나님의 사랑과 정의

## 같이 보기
- 기독교 윤리
- 기독교 문화
- 기독교 세계관

## 참고 문헌
- 안명준, 칼빈의 신학적 윤리학, 조직신학연구.
- 존 H. 리스, 삶의 신학 (서울: 한국장로교출판사, 1996)
- 장호광, <일상속에서 만나는 칼빈신학>, 킹덤북스, 2017
- 델라반 피어선, 아더 피어선의 생애와  사상, 보이스
- 김재성, 오 놀라운 복음전도자 무디
- 이승구, 하나님의 주권과 섭리를 인정하는 그리스도인의 삶의 원리[깨진 링크(과거 내용 찾기)]
- 영적 거장들이 말하는 그리스도인의 삶[깨진 링크(과거 내용 찾기)]
- 쉐퍼가 말하는 그리스도인의 삶[깨진 링크(과거 내용 찾기)]